# سفر جادویی
سفر جادویی فیلمی ایرانی در ژانر فانتزی کودکانه به کارگردانی ابوالحسن داوودی و تهیه‌کنندگی علی‌محمد سعدالدین محصول سال ۱۳۶۹ است. 

## داستان
دکتر رضا کمالی با آزار و تنبیه فرزندش، سینا، می‌خواهد از او دانش آموز ممتازی بسازد. روزی سینا از ترس پدر به درون ماشین لباسشویی مرموز خانه پناه می‌برد. کسی توضیح دکتر کمالی را که چه بر سر فرزندش آمده باور نمی‌کند و او را در بیمارستان بستری می‌کنند، اما او می‌گریزد و در موقع فرار  به درون ماشین لباسشویی بیمارستان می‌افتد، آنجا دادگاهی برپا میشود و دانش آموزان که اعضای دادگاه هستند، دکتر کمالی را مجازات می‌کنند و به دوران کودکی میفرستند.

## جشنواره‌ها
- برنده جایزه قاهره نقره بهترین فیلم بلند در سومین دوره جشنواره بین‌المللی فیلم‌های کودکان قاهره (۱۳۷۰)
- برنده پروانه طلایی بهترین فیلم در ششمین دوره جشنواره کودکان و نوجوانان (۱۳۶۹)